# Digital Universe
Digital Universe é um projeto a fim de criar uma nova rede de portais  visando proporcionar alta qualidade de informações e serviços ao público. Entre elas está a criação da Encyclopedia of Earth, uma enciclopédia on-line escrita tanto por especialistas como pelo público. Haverá duas wikis, uma somente para especialistas renomados e a outra aberta para o público, mas com a coordenação de especialistas. Todos os editores serão obrigados a registrarem o seu nome real. 
Assim como a Wikipédia, o Digital Universe utilizará o software MediaWiki. 
Entre os principais nomes do Digital Universe está Larry Sanger, co-fundador da Wikipédia, Joe Firmage e Bernard Haisch. 